# قصر العبد الجبار
قصر العبد الجبار قصر أثري تاريخي يقع شمال المجمعة في منطقة الرياض وسط المملكة العربية السعودية.

## الوصف
يقع قصر العبد الجبار في مركز أُشي على بعد 20 كم جنوب غرب المجمعة٬ على الطريق المعبد ببلدة أُشي القديمة. وهو يمثل بلدة صغيرة أو مجمعًا سكانيًا لاحتوائه على عدد من الوحدات السكنية التي كان يسكنها عدد من الأسر وهو محاط بسور منً الطين.
القصر مستطيل الشكل٬ أبعاده من الجنوب إلى الشمال 53.80 متر٬ ومن الشرق إلى الغرب 37.80 متر٬ ومن الشمال إلى الجنوب بطول 61.70 متر٬ ومن الغرب إلى الشرق بطول 32.90 متر٬ وقد بني حوله سور أساساته من الحجارة المرصوفة بعضها فوق بعض بغير انتظام. ويعلو الأساس الحجري بناء من الطين المحروق٬ ثم يعلوه بناء من اللبن في الجهات التي تكون الوحدات السكنية الملاصقة له٬ وبقي من ارتفاع السور نحو 6 متر في الجهة الجنوبية٬ ويقل هذا الارتفاع في الجهات الأخرى وبخاصة الجهة الغربية لتهدمها.
هناك ثلاث مقصورات أو أبراج شبه مربعة٬ واحدة منها تقع في الركن الجنوبي الشرقي للسور٬ والثانية في الركن الشمالي الشرقي منه٬ والثالثة في الركن الشمالي الغربي٬ وهذه المقصورات تبرز جميعها عن السور. وقد أضيف إلى الضلع الشرقي من السور دعامات من الحجارة ملاصقة تمامًا له يبلغ ارتفاعها نحو 1.50 متر.
ً
يوجد في الجدار الجنوبي فتحات شبه مستطيلة تعلوها فتحات مثلثة٬ وللقصر بابان: الباب الرئيس يقع في الجهة الشمالية٬ أما الباب الصغير فيقع في الجهة الغربية من القصر٬ ويحتوي التخطيط الداخلي على وحدات سكنية٬ وبئر٬ ومسجد٬ وساحة٬ وممرات تفصل بين الوحدات السكنية. مادة البناء في الوحدات السكنية هي الطين واللبن وأساسات من الحجارة وسقوفها من خشب الأثل وجريد النخل٬ وهي محمولة على أعمدة من حجارة أسطوانية (خرز).